# Accent (tidskrift)
Accent är IOGT-NTO:s medlemstidning. Chefredaktör och ansvarig utgivare sedan hösten 2015 är Ulrica Ambjörn.
Tidskriften började utges 1965 som en för IOGT och NTO gemensam tidning, och ersatte då IOGT:s tidning Reformatorn och NTO:s Ariel. Fem år senare, 1970, gick IOGT och NTO ihop och bildade IOGT-NTO.
År 1998 vann Accent Tidskriftspriset i kategori "Årets tidskrift – Fackpress".
År 2013 vann Accent:s webbupplaga accentmagasin.se journalistikpriset i Svenska Publishing-Priset.
År 2018 nominerades Accent till Publishingpriset i kategorin Medlemstidning individ samt av Tidskriftspriset till Årets Omgörning.